# 法国航空66号班机事故
2017年9月30日，法国航空66号班机由法国巴黎飞往美国洛杉矶。飞至格陵兰西面空域时，右侧一台发动机的整流罩等突然爆裂，机件暴露空气之中。飞行员紧急转飞加拿大鵝灣空軍基地迫降，机上共496名乘客和24名机组成员无伤亡报告。
这是空中客车A380型客机继澳洲航空32號班機事故后涉及的第二宗非包容性引擎故障(uncontained engine failure)，即引擎渦轉部分斷裂，並擊穿引擎外殻離開。不過，澳航32號班機採用的引擎是勞斯萊斯特倫特900，法航66号班机則採用發動機聯盟GP7200引擎。

## 飛機資料
涉事飞机为空中客车A380-861型客机，于2011年5月交付，配备四台發動機聯盟所製造的GP7200引擎。
此涉事航機最後於2020年5月中退役。

## 事件经过
飞机右舷外侧引擎在飞越格陵兰努克以西的大西洋时于13:49 UTC突然爆炸，整流罩及扇葉等部件脱落，机件暴露空气之中，电子集中式飞机监视器（ECAM）告警。随后于大西洋夏令标准时间12:42（15:42 UTC）紧急迫降于鵝灣空軍基地。机上共496名乘客和24名机组成员无人伤亡。但由于鵝灣空軍基地缺乏大型客機需要的配套設施，机上乘客被困十余小时仍无法下机。之後由達美航空派出飛機到鵝灣空軍基地先將旅客接駁至亞特蘭大機場，再換搭班機抵達洛杉磯國際機場。
一部份脫落的發動機零件已於格陵蘭被尋獲。

## 後續處理
發動機製造商奇異公司於同年11月24日租用安托諾夫的貨機把備用發動機送到鵝灣空軍基地，卸下受損的發動機之後，將備用發動機安裝上去，以便於此飛機飛渡回法國檢修。不過這顆備用發動機在飛行時並不會有作用，僅做為機體平衡。受損的發動機由同一架貨機送回奇異公司位於英國威爾斯卡地夫的工廠以進一步調查事故原因。
在備用發動機安裝後，事故的A380已於同年12月6日順利飛渡回法國巴黎戴高樂國際機場。修復後於2018年1月中旬起恢復載客營運。